# Jerzy Adam Stajuda

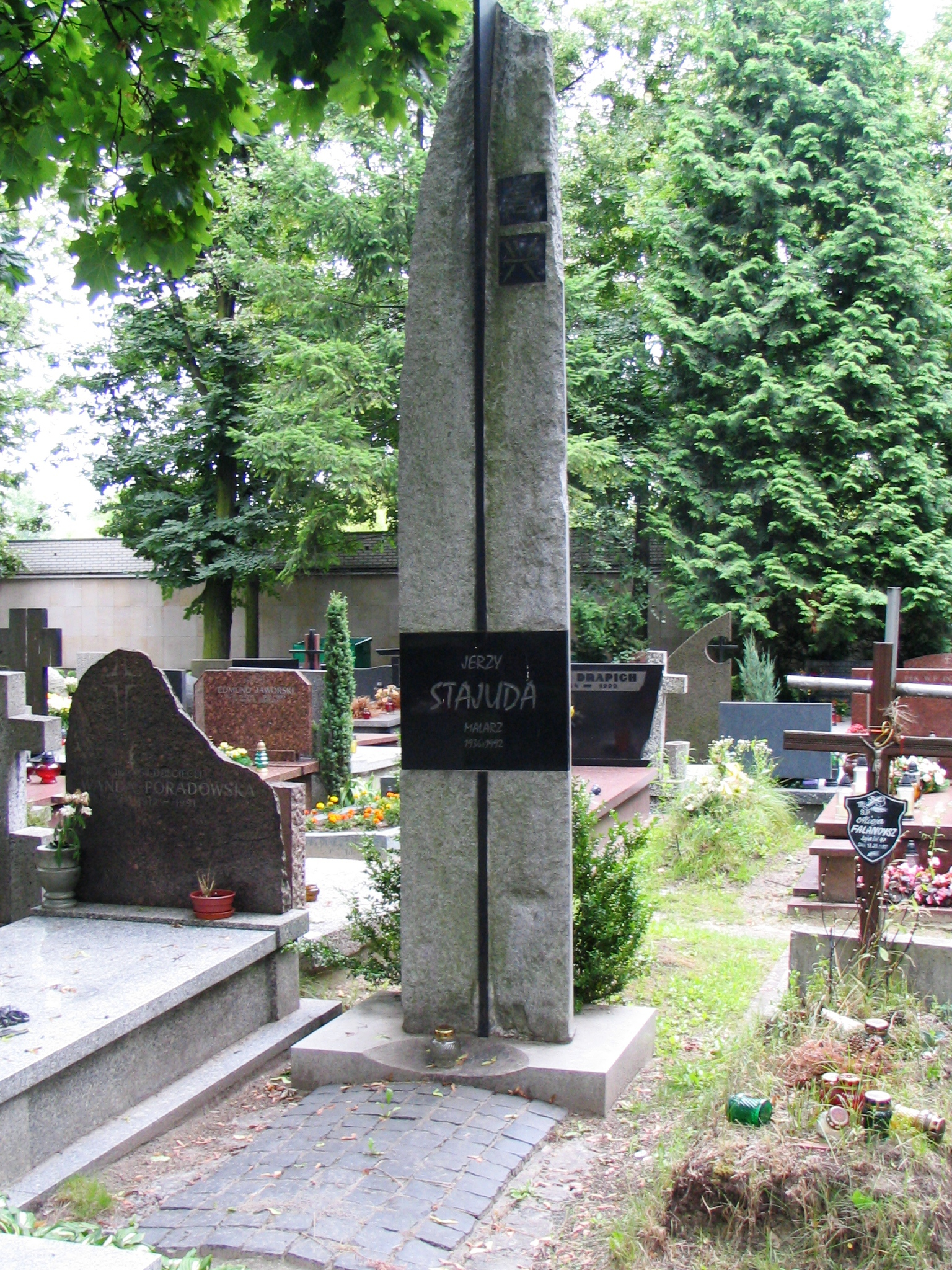
Grób Jerzego Stajudy na Powązkach; Warszawa, 23 lipca 2008

Jerzy Adam Stajuda (ur. 1 stycznia 1936 w Falenicy, zm. 21 marca 1992 w Warszawie) – polski malarz, rysownik, krytyk sztuki.

## Życiorys
Był synem Kazimierza, kierownika szkoły w Falenicy, która była wówczas jeszcze samodzielną miejscowością. Matka Barbara była nauczycielką. Miał także siostrę Teresę, późniejszą arabistkę. Stryj (1910-1995) był prałatem w Łodzi.
Sam Jerzy ukończył XXV Liceum Ogólnokształcącego im. Józefa Wybickiego w Warszawie. Studiował na Wydziale Architektury Politechniki Warszawskiej, u prof. Bohdana Lacherta: dyplom uzyskał w 1959 roku. W latach 1957–1968 zajmował się krytyką, publikując m.in.: w „Przeglądzie Artystycznym”, „Przeglądzie Kulturalnym”, „Polsce”, „Więzi”, „Ty i Ja”, a w latach 1959–1966 we „Współczesności”. W 1968 roku zerwał z działalnością krytyka sztuki na rzecz własnej twórczości. Pod koniec lat osiemdziesiątych prowadził pracownie rysunku na Wydziale Rzeźby Akademii Sztuk Pięknych w Warszawie. Laureat w 1991 roku prestiżowej nagrody Fundacji im. Alfreda Jurzykowskiego w Nowym Jorku. Prace artysty znajdują się w kolekcjach muzealnych i zbiorach prywatnych w kraju i za granicą.
Artysta prowadził studia nad kaligrafią chińską i uczył się przez dwa lata języka. Fascynację chińskim pismem zauważa się w jego malarstwie. Poprzez specyficzne, bliskie chińskiemu, pojmowanie roli kreski, oraz posługiwanie się w obrazie z funkcjonującym w estetyce i filozofii Chin pojęciem pustki jako znaku wśród znaków.
W 1992 roku ustanowiono Nagrodę Krytyki Artystycznej im. Jerzego Stajudy.
W kwietniu 2009 roku w Muzeum Sztuki i Techniki Japońskiej „Manggha” w Krakowie została zorganizowana wystawa obrazów, akwareli i rysunków Stajudy.
Był miłośnikiem i znawcą muzyki; dobrze grał na fortepianie. We wstępie do katalogu wystawy z 1988 roku napisał: „Ważna jest dla mnie muzyka. Może ważniejsza niż malarstwo”.
Mieszkał w mieszkaniu przy ulicy Wiejskiej, które stało się legendarnym salonem warszawskiego środowiska kulturalnego.
Był mężem Ewy, która zmarła wcześnie i ojcem dwóch synów: Jeremiego i Jana. Jego późniejszą wieloletnią partnerką była Aleksandra (Ola) Semenowicz, malarka i scenografka, kuratorka spuścizny po artyście.
Cierpiał na chorobę alkoholową.
Pochowany na cmentarzu Powązki Wojskowe w Warszawie (kwatera AII-8-31).

## Prace w zbiorach muzealnych
- Musée National D`Art Moderne Paryż
- Städtische Kunstgalerie Bochum
- Muzeum Narodowe Warszawa
- Muzeum Narodowe Poznań
- Muzeum Narodowe Wrocław
- Muzeum Narodowe Kielce
- Muzeum Sztuki Łódź
- Muzeum Archidiecezji Warszawskiej Warszawa
- Muzeum Akademii Sztuk Pięknych Warszawa
- Centrum Sztuki Studio Warszawa
- Muzeum Okręgowe im. L. Wyczółkowskiego Bydgoszcz